# جوسية الخراب
جوسية الخراب قرية من قرى مركز القصير التابعة لمنطقة القصير في محافظة حمص. تقع جنوب غرب مدينة حمص ويوجد بالقرب منها معبر حدودي مع لبنان.